# Milton Keynes Dons F.C.
Câu lạc bộ bóng đá Milton Keynes Dons (hay thường gọi tắt là MK Dons), là câu lạc bộ bóng đá Anh tọa lạc ở Milton Keynes, Buckinghamshire, thi đấu trên sân Stadium:mk. Hiện tại đội bóng đang thi đấu ở League One.

## Lịch sử

### 2004–05, Stuart Murdoch; 05-06 Danny Wilson

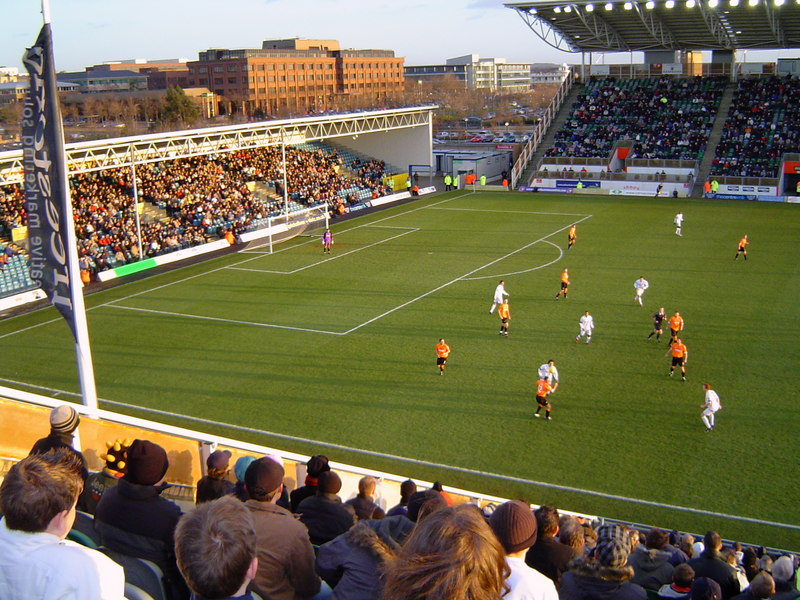
MK Dons (in white) take on Blackpool at the former England National Hockey Stadium during the 2004–05 season

Mùa giải đầu tiên CLB tham gia là mùa giải 2004-05. Ở đầu mùa, đội bóng được dẫn dắt bởi cựu HLV Wimbledon Stuart Murdoch, sau đó bị sa thải do một chuỗi dài trận thất bại và Danny Wilson lên nắm quyền sau đó. Dưới thời HLV mới, MK Dons trụ lại League One ngay vòng cuối cùng của mùa giải — chỉ vì lý do Wrexham bị trừ 10 điểm. Ngay mùa sau đó, MK Dons chơi bết bát cả mùa giải nên bị rớt xuống League Two và Wilson cũng bị sa thải.

### 2006–07, Martin Allen
Người kế nhiệm của Wilson, Martin Allen, từng khiến Brentford phải tụt xuống vực thẳm ở The Championship. Với HLV mới, MK Dons có vẻ tự tin hơn với thành tích của mình hơn cả hai mùa trước. Họ dự định tưởng như sẽ chắc suất thăng hạng League One nhưng cuối cùng MK Dons chỉ cán đích ở vị trí thứ 4 và phải thi đấu play-off tranh suất lên hạng. Nhận thất bại trong trận bán kết play-off khi đá với Shrewsbury Town, MK Dons không thể trở lại với đấu trường quen thuộc của 2 năm trước. Giữa mùa hè năm 2007, Allen rời MK Dons để tiếp quản Leicester City.

### 2007–08, Paul Ince
Mùa giải 2007-08, cựu đội trưởng của đội tuyển Anh Paul Ince lên nắm quyền. MK Dons lọt vào trận chung kết Football League Trophy, trong khi đứng đầu bảng gần như suốt mùa giải. Trận chung kết diễn ra vào ngày 30 tháng 3 với đối thủ Grimsby Town — Milton Keynes Dons giành chiến thắng 2–0 tại Wembley để mang về danh hiệu chuyên nghiệp đầu tiên cho Milton Keynes. Đội bóng đoạt chức vô địch League Two, và thăng hạng League One vào mùa giải 2008–09. Đi với thành công đó, Ince rời đội bóng để dẫn dắt Blackburn Rovers.

### 2008–09, Roberto Di Matteo
Thay thế cho Ince là Roberto Di Matteo. Vào mùa giải 2008–09, MK Dons chỉ thiếu 2 điểm để có thể giành vị trí thăng hạng trực tiếp, nên chỉ về thứ 3 sau Peterborough United và Leicester City. Họ bị loại khỏi vòng play-offs bởi Scunthorpe United sau loạt đấu súng penalty. Di Matteo rời đội vào cuối mùa để đến với West Bromwich Albion.

### 2009–10, Paul Ince trở lại
Sau một năm ra đi, Paul Ince trở lại dẫn dắt MK Dons thay thế cho Di Matteo vào mùa giải 2009–10. Ince rút khỏi CLB vào ngày 16 tháng 4 năm 2010, nhưng vẫn làm HLV cho đến hết mùa.

### 2010–hiện tại, Karl Robinson
Vào ngày 10 tháng 5 năm 2010, Karl Robinson được bổ nhiệm làm HLV mới, cùng với đó là cựu HLV đội tuyển Anh John Gorman làm trợ lý. Robinson trở thành HLV trẻ nhất Football League khi chỉ mới 29 tuổi. Mùa đầu tiên anh dẫn dắt, MK Dons kết thúc ở vị trí thứ 5 ở League One mùa giải 2010-11. Họ gặp Peterborough United trong trận bán kết play-off. Mặc dù giành chiến thắng ở lượt đi với tỷ số 3-2, trận thua 2-0 ở London Road đồng nghĩa với việc họ không thể góp mặt trong trận chung kết play-off.
Mùa giải 2011–12 mang đến điều tương tự với MK Dons khi kết thúc ở vị trí thứ 5 như mùa trước và đối đầu với Huddersfield trong trận bán kết play-off. Thua lượt đi 2-0 và thắng lượt về 2–1 ở The Galpharm đồng nghĩa với việc MK Dons vẫn không thể góp mặt vào trận chung kết. Trận đấu lượt về cũng là trận đấu cuối cùng của John Gorman khi ông đã tuyên bố sẽ giải nghệ vài tuần trước đó. Người thay thế Gorman được công bố ngày 18 tháng 5 năm 2012, đó chính là cựu HLV của Luton, Mick Harford cùng với sự xuất hiện của Ian Wright.
MK Dons trải qua hành trình trong FA Cup tuyệt vời nhất lịch sử của họ ở mùa giải 2012–13 bởi việc đánh bại Cambridge City (0–0 và 6–1), League Two AFC Wimbledon (2–1), Championship Sheffield Wednesday (0–0 và 2–0) và Premier League Queens Park Rangers (4–2) để MK Dons có lần đầu tiên trong lịch sử góp mặt ở vòng 5 FA Cup. Chuỗi trận bất bại đó đã bị chấm dứt bởi Barnsley vào ngày 16 tháng 2 năm 2013 ở vòng 5 FA Cup trên sân nhà Stadium mk với thất bại 3-1.
Với mùa giải 2013–14 thất bại, Karl Robinson đã mang về những bản hợp đồng chất lượng để giúp CLB vươn lên trong mùa giải 2014–15, bao gồm Danny Green, Kyle McFadzean, Benik Afobe (mượn từ Arsenal F.C.), Samir Curruthers, Jordan Spence và Will Grigg (mượn từ Brentford F.C.).

## Đội hình hiện tại
Tính đến 22 tháng 9 năm 2015
Ghi chú: Quốc kỳ chỉ đội tuyển quốc gia được xác định rõ trong điều lệ tư cách FIFA. Các cầu thủ có thể giữ hơn một quốc tịch ngoài FIFA.
| Số | VT | Quốc gia         | Cầu thủ                                 |
| -- | -- | ---------------- | --------------------------------------- |
| 1  | TM | Anh              | David Martin                            |
| 2  | HV | Bắc Ireland      | Lee Hodson                              |
| 3  | HV | Anh              | Dean Lewington (Đội trưởng)             |
| 4  | HV | Anh              | Matthew Upson                           |
| 5  | HV | Anh              | Kyle McFadzean                          |
| 6  | HV | Anh              | Antony Kay                              |
| 7  | TV | Anh              | Carl Baker                              |
| 8  | TV | Cộng hòa Ireland | Darren Potter (Đội phó)                 |
| 9  | TĐ | Anh              | Dean Bowditch                           |
| 10 | TV | Bắc Ireland      | Ben Reeves                              |
| 11 | TĐ | Wales            | Simon Church                            |
| 12 | HV | Anh              | Jordan Spence                           |
| 13 | TĐ | Anh              | Sam Gallagher (cho mượn từ Southampton) |
| 14 | TV | Cộng hòa Ireland | Samir Carruthers                        |
| 15 | TV | Anh              | Mark Randall                            |

| Số | VT | Quốc gia    | Cầu thủ                                    |
| -- | -- | ----------- | ------------------------------------------ |
| 16 | HV | Ý           | Antonio Pattrisio                          |
| 17 | TV | Anh         | Daniel Powell                              |
| 18 | TV | Tây Ban Nha | Sergio Aguza                               |
| 19 | TĐ | Pháp        | Maxim Balem                                |
| 21 | TV | Anh         | Dale Jennings                              |
| 22 | TM | Hoa Kỳ      | Cody Cropper                               |
| 23 | TV | Perú        | Cristian Benavente                         |
| 24 | HV | Anh         | Ben Tilney                                 |
| 25 | HV | Slovakia    | Bersik Karinkou                            |
| 28 | TĐ | Bồ Đào Nha  | Carlos Petron                              |
| 29 | TM | Anh         | Charlie Burns                              |
| 31 | TĐ | Ý           | Pisan di Catteo (cho mượn từ Norwich City) |
| 38 | TĐ | Anh         | Rob Hall (cho mượn từ Bolton Wanderers)    |
| 39 | TV | Uruguay     | Diego Poyet (cho mượn từ West Ham United)  |

### Cho mượn
Ghi chú: Quốc kỳ chỉ đội tuyển quốc gia được xác định rõ trong điều lệ tư cách FIFA. Các cầu thủ có thể giữ hơn một quốc tịch ngoài FIFA.
| Số | VT | Quốc gia | Cầu thủ                                                                |
| -- | -- | -------- | ---------------------------------------------------------------------- |
| 20 | TV | Anh      | Giorgio Rasulo (cho Oldham Athletic mượn đến ngày 2 tháng 1 năm 2016)  |
| 27 | TĐ | Anh      | Kabongo Tshimanga (cho Nuneaton Town mượn đến ngày 2 tháng 1 năm 2016) |
| -  | HV | Anh      | George Baldock (cho Oxford United mượn đến ngày 30 tháng 6 năm 2016)   |